# 1. liga czeska w hokeju na lodzie
1. liga czeska w hokeju na lodzie (cz. 1. česká hokejová liga) – druga w hierarchii klasa męskich ligowych rozgrywek hokeja na lodzie w Czechach, będąca jednocześnie drugim szczeblem centralnym (II poziom ligowy). Zmagania w jej ramach toczą się od edycji 1993/94 cyklicznie (co sezon), systemem kołowym z fazą play-off na zakończenie każdego z sezonów i przeznaczone są dla czeskich, profesjonalnych drużyn klubowych. Jej triumfator uzyskuje prawo gry o awans do Ekstraligi, zaś najsłabsze drużyny relegowane są do 2. ligi czeskiej.

## Dotychczasowe nazwy
- 1993–1997 – 1. liga ČR
- 1997–2000 – 1. DZ liga (1. Družstevní záložna liga)
- 2000–2003 – 1. ČP liga (1. Česká pojišťovna liga)
- 2003–2015 – 1. liga LH ČR
- 2015–2018 – WSM liga
- 2018–2024 – Chance liga
- od 2024 – Maxa liga

## Dotychczasowi triumfatorzy
- 1994 HC Vsetín i Slavia Praga
- 1995 HC Kometa Brno i TZ Trzyniec
- 1996 HC Přerov i HC Opava
- 1997 HC Karlowe Wary i HC Kralupy nad Vltavou
- 1998 Orli Znojmo
- 1999 Orli Znojmo
- 2000 HC Dukla Jihlava
- 2001 KLH Chomutov
- 2002 Bílí tygři Liberec
- 2003 HC Vagnerplast Kladno
- 2004 HC Dukla Jihlava
- 2005 HC Czeskie Budziejowice
- 2006 Slovan Ústečtí Lvi
- 2007 Slovan Ústečtí Lvi
- 2008 BK Mladá Boleslav
- 2009 Slovan Ústečtí Lvi
- 2010 KLH Chomutov
- 2011 Slovan Ústečtí Lvi
- 2012 Piráti Chomutov
- 2013 BK Mladá Boleslav
- 2014 BK Mladá Boleslav i HC Ołomuniec (finaliści zakwalifikowani do baraży o ekstraligę – bez rozgrywania rywalizacji o mistrzostwo)
- 2015 Piráti Chomutov i HC Czeskie Budziejowice (finaliści zakwalifikowani do baraży o ekstraligę – bez rozgrywania rywalizacji o mistrzostwo)
- 2016 HC Dukla Jihlava i Slavia Praga (finaliści zakwalifikowani do baraży o ekstraligę – bez rozgrywania rywalizacji o mistrzostwo)

## Link zewnętrzny
- Oficjalna strona internetowa